# Iwao Takamoto
Iwao Takamoto (29. april 1925 – 8. januar 2007) var en japansk-amerikansk  filmproducer, instruktør og tegneserieskaber, mest kendt for at have skabt film-, TV- og tegneserie-figuren Scooby-Doo.
Takamotos forældre var født i Hiroshima i Japan, men flyttede til USA før han blev født. Efter angrebet på Pearl Harbor blev hans forældre, som så mange andre, sent til interneringslejere for japanere.
Takamoto begyndte sin animatorkarriere i Disney Studios i 1947, hvor han blandt andet arbejdede med film som Tornerose og Peter Pan. I 1961 Hanna-Barberas animationstudie. Det var i slutninngenav 1960'erne at Takamoto designede Scooby-Doo, hans kompanjong Shaggy og deres venner Velma, Daphne og Fred. Han designede også enkelte figurer for serierne The Jetsons og The Flintstones.
Takamoto døde af hjerteinfarkt, 81 år gammel.